# Eencellig braamsnavelkogeltje
Het eencellig braamsnavelkogeltje (Gnomoniella rubicola) is een schimmel behorend tot de familie Gnomoniaceae. Het komt voor in loofbossen. Het is bekend van stengels van braam (Rubus).

## Kenmerken
Perithecia zijn zwart, tot 0,25 mm in diameter. De asci zijn 8-sporig. De ascosporen zijn elliptisch, hyaliene, met twee oliedruppels en meten 6-7 x 2-2,5 µm.

## Verspreiding
In Nederland komt het eencellig braamsnavelkogeltje zeer zeldzaam voor.